# Репполово
Ре́пполово (фин. Repola) — деревня в Гатчинском муниципальном округе Ленинградской области.

## История
На карте Санкт-Петербургской губернии Я. Ф. Шмидта 1770 года упоминается как деревня Репово.
На «Топографической карте окрестностей Санкт-Петербурга» Военно-топографического депо Главного штаба 1817 года — как деревня Реполово из 6 дворов.
Деревня Репполово из 5 дворов обозначена на «Топографической карте окрестностей Санкт-Петербурга» Ф. Ф. Шуберта 1831 года.

РЕПОЛОВО — деревня принадлежит Самойловой, графине, число жителей по ревизии: 21 м. п., 16 ж. п. (1838 год)

В пояснительном тексте к этнографической карте Санкт-Петербургской губернии П. И. Кёппена 1849 года она записана как деревня Repola (Реполово), а также указано количество её жителей на 1848 год: савакотов — 17 м. п., 19 ж. п., всего 36 человек.

РЕППОЛОВО — деревня  Царскославянского удельного имения, по просёлочной дороге, число дворов — 5, число душ — 19 м. п. (1856 год)

Согласно «Топографической карте частей Санкт-Петербургской и Выборгской губерний» в 1860 году деревня называлась Ренолова и насчитывала 4 крестьянских двора.

РЕПОЛОВО — деревня удельная при ручье Сумоловском, число дворов — 4, число жителей: 18 м. п., 22 ж. п. (1862 год)

В 1879 году деревня Реполова насчитывала 4 двора.

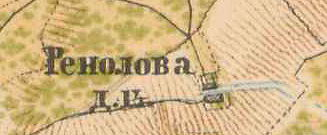
План деревни Репполово. 1885 год

Согласно топографической карте частей Санкт-Петербургской и Выборгской губерний 1885 года деревня называлась Ренолова и насчитывала 14 дворов. Сборник же Центрального статистического комитета описывал её так:

РЕПОЛОВА — деревня бывшая удельная, дворов — 5, жителей — 18; лавка. (1885 год).

В конце XIX — начале XX века деревня административно относилась к Покровской волости 1-го стана Царскосельского уезда Санкт-Петербургской губернии. Население деревни было исключительно финским.
В 1910 году в деревне открылась школа. Учителем в ней работала «мадемуазель Эм. Хяюнен».
К 1913 году количество дворов в деревне уменьшилось до 10.
Согласно данным переписи населения СССР 1926 года в деревне Репполово Монделево-Каккелевского сельсовета Слуцкой волости Троцкого уезда проживали 53 человека, все финны.
По административным данным 1933 года деревня называлась Репполово и входила в состав Менделево-Коккелевского финского национального сельсовета Красногвардейского района.

План деревни Репполово. 1939 год

Согласно топографической карте 1939 года деревня называлась Реполово и насчитывала 9 дворов.
По данным 1966, 1973 и 1990 годов деревня Репполово входила в состав Антелевского сельсовета.
В 1997 году в деревне проживали 10 человек, в 2002 году — 12 человек (русские — 42%, цыгане — 58%), в 2007 году — 16.

## География
Деревня расположена в северо-восточной части района на автодороге 41К-010 (Красное Село — Гатчина — Павловск).
Расстояние до административного центра поселения, деревни Пудомяги — 5 км.
Расстояние до ближайшей железнодорожной станции Кобралово — 4,5 км.

## Демография
| 1862 | 2007 | 2010 | 2017 |
| ---- | ---- | ---- | ---- |
| 40   | ↘16  | ↗36  | ↗45  |

### Национальный состав
Согласно данным Всероссийской переписи населения 2021 года в деревне проживали 45 человек, из них:
 русские — 38, узбеки — 2 человека, остальные национальность не указали.